# Розкатіха (Богдановицький міський округ)
Розкаті́ха (рос. Раскатиха) — присілок у складі Богдановицького міського округу Свердловської області.
Населення — 96 осіб (2010, 128 у 2002).
Національний склад станом на 2002 рік: росіяни — 80 %.